# Eunomia insularis
Eunomia insularis là một loài bướm đêm thuộc phân họ Arctiinae, họ Erebidae.